# Diecéze bydhošťská
Diecéze bydhošťská (latinsky Dioecesis Bydgostiensis, polsky Diecezja włocławska) je římskokatolická diecéze v Polsku, se sídlem v Bydhošti, kde se nachází katedrála sv. Martina a Mikuláše. Je součástí hnězdenské církevní provincie, je tudíž sufragánní vůči arcidiecézi hnězdenské. 

## Stručná historie
Diecézi ve Bydhošti zřídil papež Jan Pavel II. v roce 2004 bulou Dilectorum Polonorum a podřídil ji jako sufragánní vůči hnězdenské arcidiecézi.